# 加塞M1870左輪手槍
加塞M1870是一款由奧匈帝國研發，發射11.3×36毫米R彈藥的轉輪手槍。該槍於1870年被奧匈帝國陸軍騎兵所採用。它的槍管組件透過一根在彈巢底下的螺絲固定在底把上。裝填彈藥時需打開右邊的裝填口來進行，而抽殼杆則裝設在槍管下面。其在底把右邊，彈巢的下方裝設有一個保險杆，它透過控制幾根穿過底把的針來啟動保險裝置。加塞M1870發射一種長11.25毫米的中心式底火子彈，該彈藥亦被套用在Fruwirth M1872卡賓槍。